# Niède Guidon
Niède Guidon (Jaú, 12 maart 1933 — São Raimundo Nonato, 4 juni 2025) was een Braziliaans archeologe.

## Levensloop
Guidon begon haar academische carrière terwijl ze biologie en natuurwetenschappen studeerde aan de universiteit van São Paulo. Daarna studeerde ze in Frankrijk prehistorie.
Terwijl ze in 1963 in een museum in São Paulo werkte, werden haar foto's van de rotsschilderingen uit São Raimundo Nonato voorgelegd. De schilderingen vertoonden jacht-, seks- en geweldsscènes en kenden een duidelijk verschil met andere rotsschilderingen die ze kende.
Tijdens de militaire dictatuur (1964-1985) hield ze zich een tijd op in Frankrijk. Op een gegeven moment keerde ze terug en begon ze in de jaren zeventig aan een onderzoek in de grotten van São Raimundo Nonato die tegenwoordig gelegen zijn in het nationaal park Serra da Capivara. Het park geldt inmiddels als de grootste vindplaats van prehistorische nederzettingen en rotsschilderingen in Zuid-Amerika. Tot begin 21e eeuw werden daar 400 nederzettingen en meer dan 30.000 rotstekeningen ontdekt.
Op basis van houtskoolresten van een vuurplaats aan een rotswand kwam ze tot de conclusie dat het gebied rond 50.000 jaar bewoond geweest moet zijn. Deze tijdsbepaling is in tegenspraak met de Clovistheorie - genoemd naar de Cloviscultuur - die stelt dat de eerste bewoning van Amerika ongeveer 12.000 jaar geleden plaatsgevonden moet hebben met de vestiging van een mongolide ras dat de Beringstraat was overgetrokken. Verdedigers van de Clovistheorie opperen dat het door haar gevonden vuur op natuurlijke wijze kan zijn ontstaan. De eerdere dateringen van Guidon zijn niettemin niet op zichzelf staand.
In 2005 werd Guidon onderscheiden met het grootkruis in de Braziliaanse Orde van Wetenschappelijke Verdienste. Hetzelfde jaar was ze verder een van de laureaten van de Prins Claus Prijs.
Guidon overleed op 4 juni 2025 op 92-jarige leeftijd.